# Fountain Indian Reserve 10
Fountain Indian Reserve 10 är ett reservat i Kanada.   Det ligger i provinsen British Columbia, i den sydvästra delen av landet, 3 400 km väster om huvudstaden Ottawa.
I omgivningarna runt Fountain Indian Reserve 10 växer i huvudsak barrskog. Runt Fountain Indian Reserve 10 är det glesbefolkat, med 14 invånare per kvadratkilometer.